# グレッグ・ジャーマン
グレッグ・ジャーマン（Greg Germann, 1958年2月26日 - ）は、アメリカ合衆国の俳優。
日本では「ジャーマン」の読みが定着しているが、「ガーマン」と呼ぶほうが本来の発音には近い。

## 来歴
脚本家の父エドワード・A・ジャーマンの息子としてテキサス州ヒューストンで生まれ、コロラドで育つ。
ノーザン・コロラド大学で演劇を学び、『シカゴ』や『オズの魔法使』などのブロードウェイミュージカルの舞台に立った。1986年に『恋はカメハメハ!』で本格的な映画デビューを果たし、『チャイルド・プレイ2』や『ワンス・アラウンド』などの作品で個性的な脇役を演じて注目されるようになった。
1995年から放送されたフォックス放送のシットコム『Ned and Stacey』では主要人物の一人を演じ、続く1997年から放送されたテレビドラマシリーズ『アリー my Love』では主人公アリーの上司リチャード・フィッシュ役を演じてお茶の間の人気を博す。2006年にはテレビドラマシリーズ『デスパレートな妻たち』にもゲスト出演したほか、2016年にはファンタジードラマ『ワンス・アポン・ア・タイム』にギリシア神話の冥府の神ハデス役でレギュラー出演した。

## 主な出演作品

### 映画
| 公開年 | 邦題 原題                                                                 | 役名                             | 備考           |
| ------ | ------------------------------------------------------------------------- | -------------------------------- | -------------- |
| 1985   | ストリート・ガールU.S.A. Streetwalkin'                                    |                                  |                |
| 1986   | 恋はカメカメハ! The Whoopee Boys                                          | ティッパー                       |                |
| 1989   | ミス・ファイヤークラッカー Miss Firecracker                               | ロニー・ウェイン                 |                |
| 1990   | チャイルド・プレイ2 Child's Play 2                                        | マトソン                         |                |
| 1991   | ワンス・アラウンド Once Around                                            | ジム・レッドストーン             |                |
| 1993   | ハネムーンは命がけ So I Married an Axe Murderer                           | ホテルコンシェルジュ             | ノンクレジット |
| 1993   | ロマンスに部屋貸します The Night We Never Met                             | エディ                           |                |
| 1993   | 目撃証人 Taking the Heat                                                  | ケネディ地区主席検事補           | テレビ映画     |
| 1994   | 今そこにある危機 Clear and Present Danger                                 | ピティ                           |                |
| 1994   | 星に想いを I.Q.                                                           | ビル・ライリー記者               | ノンクレジット |
| 1994   | 詐欺/イマジナリークライム Imaginary Crimes                                | ドリュー弁護士                   |                |
| 2001   | スウィート・ノベンバー Sweet November                                     | ヴィンス・ホーランド             |                |
| 2001   | リーマン・ジョー! Joe Somebody                                            | ジェレミー                       |                |
| 2001   | 天国からきたチャンピオン 2002 Down to Earth                               | スカラー                         |                |
| 2006   | セックス・アンド・マネー Friends with Money                               | マット                           |                |
| 2006   | タラデガ・ナイト オーバルの狼 Talladega Nights: The Ballad of Ricky Bobby | ラリー・デニット・Jr.            |                |
| 2008   | REC:レック/ザ・クアランティン Quarantine                                  | ローレンス                       |                |
| 2008   | ボルト Bolt                                                               | ペニーのマネージャー             | 声の出演       |
| 2012   | 闘魂先生 Mr.ネバーギブアップ Here Comes the Boom                          | デューク・ベッヒャー校長         |                |
| 2014   | ちびっこギャング コンテスト必勝大作戦! The Little Rascals Save The Day    | レイ・“ビッグ・レイ”・ケイ       |                |
| 2015   | ゲットハード/Get Hard Get Hard                                            | ピーター・ペニー                 |                |
| 2016   | ゲット・ア・ジョブ 〜僕たちの就職戦線 Get a Job                           | フェルナンド・ジ・アカウンタント |                |

### テレビシリーズ
| 放映年    | 邦題 原題                                                  | 役名                          | 備考                 |
| --------- | ---------------------------------------------------------- | ----------------------------- | -------------------- |
| 1989      | マイアミ・バイス Miami Vice                                | ジョニー・ラモン              | 1エピソード          |
| 1993      | L.A.ロー 七人の弁護士 L.A. Law                             | ラリー・グリーンハット        | 1エピソード          |
| 1997-2002 | アリー my Love Ally My Love                                | リチャード・フィッシュ        | 112エピソード        |
| 2002      | トワイライトゾーン The Twilight Zone                       | ベン・ベイカー                | 1エピソード          |
| 2006      | デスパレートな妻たち Desperate Housewives                  | ジム・ハルヴァーソン          | 1エピソード          |
| 2006      | ユーリカ 〜事件です!カーター保安官〜 Eureka                | ウォーレン・キング            | 1エピソード          |
| 2009      | CSI:科学捜査班 CSI: Crime Scene Investigation              | ジョージ                      | 1エピソード          |
| 2009      | CSI:ニューヨーク CSI: NY                                   | 墓堀人 / ヴィクター・ベントン | 1エピソード          |
| 2009      | ゴースト 〜天国からのささやき Ghost Whisperer              | カーク・ジャンセン            | 1エピソード          |
| 2010      | ミディアム 霊能者アリソン・デュボア Medium                 | アラン・ハーン                | 1エピソード          |
| 2011      | HAWAII FIVE-0 Hawaii Five-0                                | リック・レーン                | 2エピソード          |
| 2011      | フィニアスとファーブ Phineas and Ferb                      |                               | 1エピソード 声の出演 |
| 2013      | NCIS 〜ネイビー犯罪捜査班 NCIS                             | ジェローム・クレイグ          | 3エピソード          |
| 2013-2017 | LAW & ORDER:性犯罪特捜班 Law & Order: Special Victims Unit | デレック・シュトラウス        | 4エピソード          |
| 2014      | 殺人を無罪にする方法 How To Get Away With Murder           | ジェフリー・コール            | 3エピソード          |
| 2014      | ブルーブラッド 〜NYPD家族の絆〜 Blue Bloods                | マイケル・ラスキンス          | 1エピソード          |
| 2015      | マイ・ライフ 〜私をステキに生きた方法〜 Chasing Life       | トム・クレーン                | 2エピソード          |
| 2015      | リミットレス Limitless                                     | グラディ・ジョンソン          | 2エピソード          |
| 2016      | ワンス・アポン・ア・タイム Once Upon a Time                | ハデス                        | 10エピソード         |
| 2017      | ブルックリン・ナイン-ナイン Brooklyn Nine-Nine             | ゲイリー・ラーマックス        | 1エピソード          |
| 2017      | カレッジ・フレンズ Friends from College                    | ジョン                        | 5エピソード          |
| 2017-     | グレイズ・アナトミー 恋の解剖学 Grey's Anatomy             | トム・コラシック              |                      |